# SSAA
Un coro SSAA è un coro composto da due distinte sezioni di Soprano e due distinte sezioni di Alto (Contralto). In un coro SSAA, i primi soprani cantano la linea musicale più alta, seguita dai secondi soprani, i primi contralti e i secondi contralti nella linea musicale più bassa. I primi soprani hanno tipicamente la melodia, con i secondi soprani e i contralti nelle armonie.
I cori femminili cantano spesso un misto di canzoni SSA e SSAA e, al fine di creare un equilibrio ottimale, le voci possono essere divise in modo diverso in un accordo SSAA. Alcuni mezzosoprani canteranno la linea dei primi contralti.